# De Potter
De Potter is de naam van een groot aantal families uit het graafschap Vlaanderen, waarvan de onderlinge verwantschap (nog) niet vaststaat, er zouden momenteel (2016) een 1800-tal naamdragers zijn. Zo kennen we ook twee verschillende notabele en adellijke families met die naam:

## De Potter de Drogenwalle
- Ridder Jan Willem de Potter (° 1683) was getrouwd met Maria Johanna Hoevenaeghel (° 1682) en was heer van Drogenwalle, Kerkhove, Ghybalde, Scheurvliet, Haveskerke, Solquiswerve en Heule. Hij was licentiaat in de rechten, pensionaris van de stad Diksmuide, vervolgens van Nieuwpoort. Hij werd in 1726 raadsheer en rekwestmeester in de Grote Raad van Mechelen, hetgeen automatisch opname in de erfelijke adel betekende. Hij hertrouwde met Marie-Jeanne Erreboot.
  - Pieter Clemens de Potter (5 maart 1719 - Mechelen, 9 mei 1759), heer van Droogenwalle, werd licentiaat in de rechten, raadslid van Brugge en schepen van Diksmuide. Hij was eerst gehuwd met Marie-Jeanne Thoores en trad in 1751 in tweede huwelijk met Marie-Gertrude van Hille (1731-1794). 
    - Pieter Jozef de Potter (1759 - Loppem, 1824) trouwde in 1782 met Colette Maroucx (1758-1833). Hij werd ruwaard van Diksmuide en schepen van het Brugse Vrije. Het winterverblijf van het gezin was de familie-eigendom langs de Dyver in Brugge. Het zomerverblijf was in Loppem, dat later aan de familie van Caloen zou behoren. In 1816 werd de Potter opgeroepen om de open brieven te lichten waar hij mee opnieuw in de erfelijke adel kon worden opgenomen, maar hij gaf geen gevolg.
      - Louis de Potter was de zoon uit dit huwelijk, die aanzienlijke bekendheid zou verwerven. Hij kreeg in 1822 bericht dat hij in de adel zou worden opgenomen; hij weigerde.
      - Marie de Potter (1793-1864) trouwde met Joseph van Caloen (1776-1848), met talrijke nakomelingen.

## De Potter "met de wassenaar en de drie rozen"
In 1764 werd door keizerin Maria Theresia erfelijke adel verleend aan Jozef Jan de Potter, koopman en assessor van de Berg van Barmhartigheid in Gent.
Zijn zoon was Jan Frans de Potter, die trouwde met Colette Baut de Rasmon.

## Louis de Potter
Louis Jean Joseph Ferdinand de Potter (Gent, 8 augustus 1765 - 9 oktober 1823) (niet te verwarren met Louis de Potter, de voorman van de Belgische Revolutie), was  een zoon van Jean-François (zie hierboven). Hij was licentiaat in de beide rechten, advocaat, schepen van de Keure in Gent onder het ancien régime. In de Franse tijd was hij raadsheer van de prefectuur en vertegenwoordiger van het Scheldedepartement in het Keizerlijk Wetgevend Lichaam. Onder het Verenigd Koninkrijk der Nederlanden was hij lid van de Provinciale Staten van Oost-Vlaanderen en lid van de Tweede Kamer der Staten-Generaal.
In 1817 werd hij ingelijfd in de adel en benoemd in de Ridderschap van Oost-Vlaanderen.
Hij trouwde in 1792 met Colette Kervyn (1775-1805) en in 1810 met Marie-Bernardine Kervyn (1784-1870).
Ze hadden acht kinderen en kregen talrijke afstammelingen, tot heden.

## Edouard de Potter
Edouard Joseph Marie de Potter (Gent, 20 oktober 1769 - 22 april 1846), broer van Louis-Jean de Potter, werd in 1816 in de adel erkend met de naam 'de Potter van Indoye' en in de Ridderschap van Oost-Vlaanderen benoemd. Hij trouwde in 1801 met Hortense de Loose (1782-1808). Ze hadden een enige dochter en de familietak doofde uit.

## Joseph de Potter d'Indoye
Joseph Marie Ghislain de Potter d'Indoye (Gent, 4 juni 1778 - 10 oktober 1850), broer van de twee vorige, werd erkend in de adel in 1822 en kreeg vergunning in 1847 om d'Indoye aan zijn naam toe te voegen. Hij trouwde met Regine de Bay (1785-1874). Ze hadden drie ongehuwde dochters en een zoon die trouwde maar kinderloos bleef. Hiermee doofde ook deze tak van de familie uit.